# Taylor Swift-diszkográfia

## Eredményei
Taylor Swift pályafutása során tíz stúdióalbumot, négy újra felvett albumot, öt középlemezt és négy koncertalbumot adott ki, 60 szóló kislemez és 8 közreműködés mellett. Világszerte 114 millió albumot és 150 millió kislemezt adott el, amivel minden idők egyik legsikeresebb zenésze. Női előadók közül ő töltötte a legtöbb időt a Billboard 200 élén, 64 hetet. Ehhez hasonlóan neki van a legtöbb slágerlistán szereplő dala az Egyesült Államokban, 231, a legtöbb dala, ami elérte a legelső negyven (137), legelső húsz (85), legelső tíz (38) és legelső öt helyet (31), illetve az ő dalai debütáltak legtöbbször a Billboard Hot 100 élén, hatszor.

## Szerződései
2005-ben írt alá a Big Machine Records kiadóval és hat albumot adott ki. Első albuma, a Taylor Swift, 157 hetet töltött a Billboard 200-on 2009 decemberéig, ami hosszabb idő volt, mint bármely más album a 2000-es években. Az album egyik kislemeze, a Tim McGraw, volt az énekes első slágerlistán szereplő dala. Második lemeze, a Fearless a 2000-es évek egyetlen albuma volt, ami egy teljes évet a Billboard 200 első tíz helyének egyikén töltött és a RIAA gyémánt minősítést ítélt neki. A Fearless volt Swift első lemeze, ami listavezető volt Ausztráliában, Kanadában és Új-Zélandon. Két dala is nemzetközi sláger lett, a You Belong With Me és a Love Story, az utóbbi első listavezetője volt Ausztráliában. A Speak Now volt az énekes első albuma, ami a magyar slágerlistákra felkerült és a 1989 (Taylor’s Version)-ig a legmagasabban szereplő lemeze a listán. Harmadik lemeze és az azt követő három (a 2012-es Red, a 2014-es 1989 és a 2017-es Reputation) mind a Billboard 200 élén mutatkoztak be és első hetükben több, mint egy millió példányban keltek el. Mind a négy első volt Ausztráliában, Kanadában és Új-Zélandon is. A Speak Now két amerikai slágert tartalmazott, a Mine-t és a Back to Decembert. Következő három lemezéről több dala is első lett az Egyesült Államokban: a We Are Never Ever Getting Back Together volt az első, amit a Shake It Off (ami Magyarországon az énekes első listavezetője volt), a Blank Space, a Bad Blood és a Look What You Made Me Do követett, az utóbbi volt első listavezetője a magyar Stream Top 40 slágerlistán és az Egyesült Királyságban. Ezek mellett voltak további slágerek is az albumokon: az I Knew You Were Trouble, a Style, a Wildest Dreams és a ...Ready for It?.
2018-ban leszerződött a Universal Music Group lemezkiadóval. Következő három kiadója a Republic Records támogatásával, a Lover (2019), a Folklore (2020) és az Evermore (2020) mind a Billboard 200 élén debütáltak. A Lover 2019 legtöbb példányban elkelt albuma volt és az első Swift pályafutásában, ami a spanyol és a svéd listák élére tört. Ezek mellett négy kislemez is megjelent róla, ami a Hot 100 első tíz helyét elérte: a You Need to Calm Down, a Lover, a Cruel Summer (első volt) és a Me!, az utóbbi Magyarországon listavezető lett. A Folklore-ral Swift az első zenész lett, kinek sorozatban hét albumából elkelt legalább 500 ezer példány megjelenésük utáni első hetükben az Egyesült Államokban. Cardigan című kislemezének köszönhetően pedig az első előadó, aki egy héten az első helyen debütált a Billboard 200 és a Hot 100 élén. Ezt később még négyszer megismételte, a Willow és az Evermore, az All Too Well (10 Minute Version) (ami egyben a leghosszabb dal a Hot 100 történetében, ami elérte a csúcsot) és a Red (Taylor’s Version), az Anti-Hero és a Midnights, illetve a 1989 (Taylor’s Version) és az Is It Over Now? párosokkal. Tizedik stúdióalbuma, a Midnights (2022) volt sorozatban ötödik lemeze, amiből első hetében egy millió példány kelt el. Emellett az album megdöntötte a rekordot a legtöbb példányban elkelt, nő által kiadott albumért egy hét alatt és a legtöbbet meghallgatott album lett egy nap, illetve egy hét alatt a Spotifyon. Az énekes ezek mellett az első előadó lett a Hot 100 történetében, aki az első tíz hely mindegyikét elfoglalta egy héten. Swift az első előadó lett, akinek albuma hat évben is a legtöbb példányban elkelt volt: 2009 (Fearless), 2014 (1989), 2017 (Reputation), 2019 (Lover), 2020 (Folklore) és 2022 (Midnights).
Az énekes tulajdonjogi vitákba keveredett maszterfelvételeiről, minek következtében újra felvette négy albumát is: Fearless (Taylor’s Version) (2021), Red (Taylor’s Version) (2021), Speak Now (Taylor’s Version) (2023) és 1989 (Taylor’s Version) (2023). Mind első helyet ért el Ausztráliában, Kanadában, Írországban, Új-Zélandon, az Egyesült Államokban és az Egyesült Királyságban. A Fearless (Taylor’s Version) volt az első újra felvett album a lista történetében, ami a csúcsra jutott a Billboard 200-on, míg a Red (Taylor’s Version) huszonhat dala szerepelt a Hot 100-on egy időben, ami legtöbbnek számít női előadók közül. A 1989 (Taylor’s Version) Swift hatodik albuma lett, amiből elkelt legalább egy millió példány egy hét alatt. Ezek mellett az egy hét alatt legtöbb példányban eladott hanglemezalbum a 21. században.

## Stúdióalbumok
| Taylor Swift                                      | - Megjelent: 2006. október 24. - Kiadó: Big Machine - Formátumok: CD, DVD, hanglemez, digitális letöltés, streaming                | 5 | 33 | 14 | —  | 59 | 38 | — | —  | —  | 81 | - USA: 5 871 000                               | - RIAA: 7× Platinalemez - ARIA: 2× Platinalemez - BPI: Aranylemez - MC: Platinalemez |
| Fearless                                          | - Megjelent: 2008. november 11. - Kiadó: Big Machine - Formátumok: CD, DVD, hanglemez, digitális letöltés, streaming               | 1 | 2  | 1  | 23 | 7  | 1  | 5 | 28 | 12 | 5  | - USA: 7 286 000 - AUS: 500 000                | - RIAA: Gyémántlemez - ARIA: 7× Platinalemez - BPI: 2× Platinalemez - DEN: Platinalemez - NOR: Aranylemez - IRMA: 2× Platinalemez - MC: 4× Platinalemez - RMNZ: 3× Platinalemez                         |
| Speak Now                                         | - Megjelent: 2010. október 25. - Kiadó: Big Machine - Formátumok: CD, DVD, hanglemez, digitális letöltés, streaming                | 1 | 1  | 1  | 26 | 6  | 1  | 4 | 10 | 18 | 6  | - USA: 4 817 000                               | - RIAA: 6× Platinalemez - ARIA: 3× Platinalemez - BPI: Platinalemez - NOR: Aranylemez - IRMA: Aranylemez - MC: 3× Platinalemez - RMNZ: 3× Platinalemez                                                  |
| Red                                               | - Megjelent: 2012. október 22. - Kiadó: Big Machine - Formátumok: CD, DVD, hanglemez, digitális letöltés, streaming                | 1 | 1  | 1  | 3  | 1  | 1  | 2 | 4  | 8  | 1  | - US: 4 582 000 - UK: 619 000                  | - RIAA: 7× Platinalemez - ARIA: 5× Platinalemez - BPI: 2× Platinalemez - GLF: Aranylemez - IFPI DEN: Platinalemez - IRMA: Platinalemez - MC: 4× Platinalemez - RMNZ: 2× Platinalemez                    |
| 1989                                              | - Megjelent: 2014. október 27. - Kiadó: Big Machine - Formátumok: CD, DVD, hanglemez, digitális letöltés, streaming                | 1 | 1  | 1  | 2  | 1  | 1  | 1 | 4  | 17 | 1  | - US: 6 472 000 - CAN: 542 000 - UK: 1 144 000 | - RIAA: 9× Platinalemez - ARIA: 10× Platinalemez - BPI: 5× Platinalemez - GLF: Aranylemez - DEN: 2× Platinalemez - NOR: 3× Platinalemez - MC: 6× Platinalemez - SPA: Aranylemez - RMNZ: 9× Platinalemez |
| Reputation                                        | - Megjelent: 2017. november 10. - Kiadó: Big Machine - Formátumok: CD, DVD, hanglemez, digitális letöltés, magnókazetta, streaming | 1 | 1  | 1  | 3  | 1  | 1  | 1 | 3  | 2  | 1  | - US: 2 478 000                                | - RIAA: 3× Platinalemez - ARIA: 4× Platinalemez - BPI: 3× Platinalemez - GLF: Platinalemez - DEN: Platinalemez - IFPI NOR: Aranylemez - SPA: Aranylemez - RMNZ: 4× Platinalemez                         |
| Lover                                             | - Megjelent: 2019. augusztus 23. - Kiadó: Republic - Formátumok: CD, hanglemez, digitális letöltés, magnókazetta, streaming        | 1 | 1  | 1  | 3  | 1  | 1  | 1 | 1  | 1  | 1  | - US: 2 000 000 - CAN: 61 000                  | - RIAA: 3× Platinalemez - ARIA: 3× Platinalemez - BPI: 2× Platinalemez - DEN: Platinalemez - NOR: Platinalemez - SPA: Aranylemez - RMNZ: 4× Platinalemez                                                |
| Folklore                                          | - Megjelent: 2020. július 24. - Kiadó: Republic - Formátumok: CD, hanglemez, digitális letöltés, magnókazetta, streaming           | 1 | 1  | 1  | 1  | 1  | 1  | 1 | 2  | 3  | 1  | - US: 2 289 000 - CAN: 62 000                  | - RIAA: 2× Platinalemez - ARIA: 2× Platinalemez - BPI: Platinalemez - DEN: Platinalemez - NOR: Platinalemez - SPA: Aranylemez - RMNZ: 3× Platinalemez                                                   |
| Evermore                                          | - Megjelent: 2020. december 11. - Kiadó: Republic - Formátumok: CD, hanglemez, digitális letöltés, magnókazetta, streaming         | 1 | 1  | 1  | 2  | 2  | 1  | 3 | 11 | 3  | 1  | - US: 913 000 - CAN: 31 000                    | - RIAA: Platinalemez - ARIA: Platinalemez - BPI: Platinalemez - DEN: Platinalemez - NOR: Aranylemez - MC: Aranylemez - SPA: Aranylemez - RMNZ: 2× Platinalemez                                          |
| Midnights                                         | - Megjelent: 2022. október 21. - Kiadó: Republic - Formátumok: CD, hanglemez, digitális letöltés, magnókazetta, streaming          | 1 | 1  | 1  | 1  | 1  | 1  | 1 | 1  | 1  | 1  | - US: 2 962 000 - UK: 235 000                  | - RIAA: 2× Platinalemez - ARIA: 2× Platinalemez - BPI: 2× Platinalemez - DEN: Platinalemez - NOR: Aranylemez - MC: 2× Platinalemez - SPA: Platinalemez - RMNZ: 3× Platinalemez                          |
| The Tortured Poets Department                     | - Megjelent: 2024. április 19. - Kiadó: Republic - Formátumok: CD, hanglemez, digitális letöltés, magnókazetta, streaming          | 1 | 1  | 1  | 1  | 1  | 1  | 1 | 1  | 1  | 1  | - US: 2 474 000 - CAN: 108 000 - UK: 271 000   | - RIAA: 6× Platinalemez - ARIA: Platinalemez - BPI: 2× Platinalemez - IFPI DEN: Platinalemez - PROMUSICAE: Platinalemez - RMNZ: 2× Platinalemez                                                         |
| The Life of a Showgirl                            | - Megjelent: 2025. október 3. - Kiadó: Republic - Formátumok: CD, hanglemez, digitális letöltés, magnókazetta, streaming           |   |    |    |    |    |    |   |    |    |    |                                                | |
| —: nem szerepelt slágerlistán az adott területen. | |   |    |    |    |    |    |   |    |    |    |                                                | |

### Újrafelvételek
| Cím                          | Részletek | Slágerlisták | Slágerlisták | Slágerlisták | Slágerlisták | Slágerlisták | Slágerlisták | Slágerlisták | Slágerlisták | Slágerlisták | Slágerlisták | Példányszámok                | Minősítések |
| Cím                          | Részletek | US           | AUS          | CAN          | DEN          | IRE          | NZ           | NOR          | SPA          | SWE          | UK           | Példányszámok                | Minősítések |
| ---------------------------- | --- | ------------ | ------------ | ------------ | ------------ | ------------ | ------------ | ------------ | ------------ | ------------ | ------------ | ---------------------------- | --- |
| Fearless (Taylor’s Version)  | - Megjelent: 2021. április 9. - Kiadó: Republic - Formátumok: CD, hanglemez, digitális letöltés, magnókazetta, streaming  | 1            | 1            | 1            | 8            | 1            | 1            | 2            | 3            | 17           | 1            | - USA: 737 000 - CAN: 18 000 | - ARIA: Platinalemez - BPI: Aranylemez - RMNZ: Platinalemez                                                           |
| Red (Taylor’s Version)       | - Megjelent: 2021. november 12. - Kiadó: Republic - Formátumok: CD, hanglemez, digitális letöltés, streaming              | 1            | 1            | 1            | 3            | 1            | 1            | 1            | 3            | 8            | 1            | - USA: 950 000 - CAN: 24 000 | - ARIA: Platinalemez - BPI: Platinalemez - IFPI DEN: Platinalemez - PROMUSICAE: Aranylemez - RMNZ: 2× Platinalemez    |
| Speak Now (Taylor’s Version) | - Megjelent: 2023. július 7. - Kiadó: Republic - Formátumok: CD, hanglemez, digitális letöltés, magnókazetta, streaming   | 1            | 1            | 1            | 6            | 1            | 1            | 2            | 1            | 1            | 1            | - USA: 908 000               | - ARIA: Platinalemez - BPI: Aranylemez - RMNZ: Platinalemez                                                           |
| 1989 (Taylor’s Version)      | - Megjelent: 2023. október 27. - Kiadó: Republic - Formátumok: CD, hanglemez, digitális letöltés, magnókazetta, streaming | 1            | 1            | 1            | 1            | 1            | 1            | 1            | 1            | 1            | 1            | - USA: 2 225 000             | - ARIA: 2× Platinalemez - BPI: Platinalemez - IFPI DEN: Aranylemez - PROMUSICAE: Platinalemez - RMNZ: 2× Platinalemez |

## Koncertalbumok
| Cím                                               | Részletek | Slágerlisták | Slágerlisták | Slágerlisták | Slágerlisták | Slágerlisták | Slágerlisták | Slágerlisták | Slágerlisták | Példányszám    | Minősítések             |
| Cím                                               | Részletek | US           | AUS          | CAN          | DEN          | IRE          | NZ           | SPA          | UK           | Példányszám    | Minősítések             |
| ------------------------------------------------- | --- | ------------ | ------------ | ------------ | ------------ | ------------ | ------------ | ------------ | ------------ | -------------- | ----------------------- |
| Speak Now World Tour – Live                       | - Megjelent: 2011. november 21. - Kiadó: Big Machine - Formátumok: digitális letöltés, streaming, CD+DVD/blu-ray | 11           | 16           | 25           | —            | —            | —            | 91           | —            | - USA: 376 000 | - ARIA: 3× Platinalemez |
| Live from Clear Channel Stripped 2008             | - Megjelent: 2020. április 23. - Kiadó: Big Machine - Formátumok: digitális letöltés, streaming                  | —            | —            | —            | —            | —            | —            | —            | —            |                |                         |
| Lover (Live from Paris)                           | - Megjelent: 2020. május 19. - Kiadó: Republic - Formátumok: streaming, hanglemez                                | 58           | —            | —            | —            | —            | —            | —            | 90           |                |                         |
| Folklore: The Long Pond Studio Sessions           | - Megjelent: 2020. november 24. - Kiadó: Republic - Formátumok: digitális letöltés, streaming, hanglemez         | 3            | 24           | —            | 12           | 6            | 24           | —            | 4            | - US: 75 000   |                         |
| —: nem szerepelt slágerlistán az adott területen. | |              |              |              |              |              |              |              |              |                |                         |

## Középlemezek
| Napster Live                                      | - Megjelent: 2006. október 24. (Napster exkluzív) - Kiadó: Big Machine - Formátumok: digitális letöltés, streaming | —  |                 |                      |
| The Taylor Swift Holiday Collection               | - Megjelent: 2007. október 14. - Kiadó: Big Machine - Formátumok: CD, digitális letöltés, streaming                | 20 | - US: 1 100 000 | - RIAA: Platinalemez |
| Rhapsody Originals                                | - Megjelent: 2007. november (Napster exkluzív) - Kiadó: Big Machine - Formátumok: digitális letöltés, streaming    | —  |                 |                      |
| iTunes Live from SoHo                             | - Megjelent: 2008. január 15. (iTunes exkluzív) - Kiadó: Big Machine - Formátumok: digitális letöltés, streaming   | —  |                 |                      |
| Beautiful Eyes                                    | - Megjelent: 2008. július 15. (Walmart exkluzív) - Kiadó: Big Machine - Formátumok: CD+DVD                         | 9  | - US: 369 000   |                      |
| —: nem szerepelt slágerlistán az adott területen. | |    |                 |                      |

## Egyéb gyűjtemények

### Exkluzív streaming formátumú válogatások
| Cím                                                                          | RÉszletek                                            | Megjegyzések |
| ---------------------------------------------------------------------------- | ---------------------------------------------------- | --- |
| Spotify Singles                                                              | - Megjelent: 2018. április 13. - Kiadó: Big Machine  | - Spotify-exkluzív középlemez, a Delicate (2017) a BBC Radio 1’s Big Weekendről és az Earth, Wind & Fire September (1978) akusztikus feldolgozását tartalmazza                       |
| Reputation Stadium Tour Surprise Song Playlist                               | - Megjelent: 2018. november 30. - Kiadó: Big Machine | - Lejátszási lasta a meglepetés dalokkal, amiket Swift előadott Reputation Stadium Tour turnéja közben (2018)                                                                        |
| Folklore: The Escapism Chapter                                               | - Megjelent: 2020. augusztus 21. - Kiadó: Republic   | - Lejátszási lista a Folklore dalaiból. |
| Folklore: The Sleepless Nights Chapter                                       | - Megjelent: 2020. augusztus 24. - Kiadó: Republic   | - Lejátszási lista a Folklore dalaiból. |
| Folklore: The Saltbox House Chapter                                          | - Megjelent: 2020. augusztus 27. - Kiadó: Republic   | - Lejátszási lista a Folklore dalaiból. |
| Folklore: The Yeah I Showed Up at Your Party Chapter                         | - Megjelent: 2020. szeptember 21. - Kiadó: Republic  | - Lejátszási lista a Folklore egyes dalaiból, illetve a Betty felvétele az 55. Academy of Country Music Awards díjátadóról                                                           |
| Willow (The Witch Collection)                                                | - Megjelent: 2020. december 16. - Kiadó: Republic    | - Remixeket tartalmazó középlemez Swift 2020-as Willow dalából |
| The Dropped Your Hand While Dancing Chapter                                  | - Megjelent: 2021. január 21. - Kiadó: Republic      | - Lejátszási lista a Folklore és az Evermore dalaiból |
| The Forever Is the Sweetest Con Chapter                                      | - Megjelent: 2021. január 28. - Kiadó: Republic      | - Lejátszási lista a Folklore és az Evermore dalaiból |
| The Ladies Lunching Chapter                                                  | - Megjelent: 2021. február 4. - Kiadó: Republic      | - Lejátszási lista a Folklore és az Evermore dalaiból |
| Fearless (Taylor’s Version): The Halfway Out the Door Chapter                | - Megjelent: 2021. május 13. - Kiadó: Republic       | - Lejátszási lista a Fearless (Taylor’s Version) dalaiból |
| Fearless (Taylor’s Version): The Kissing in the Rain Chapter                 | - Megjelent: 2021. május 19. - Kiadó: Republic       | - Lejátszási lista a Fearless (Taylor’s Version) dalaiból |
| Fearless (Taylor’s Version): The I Remember What You Said Last Night Chapter | - Megjelent: 2021. május 24. - Kiadó: Republic       | - Lejátszási lista a Fearless (Taylor’s Version) dalaiból |
| Fearless (Taylor’s Version): The From the Vault Chapter                      | - Megjelent: 2021. május 26. - Kiadó: Republic       | - Lejátszási lista a Fearless (Taylor’s Version) dalaiból |
| Red (Taylor’s Version): Could You Be the One Chapter                         | - Megjelent: 2022. január 13. - Kiadó: Republic      | - Lejátszási lista a Red (Taylor’s Version) album dalaiból |
| Red (Taylor’s Version): She Wrote a Song About Me Chapter                    | - Megjelent: 2022. január 18. - Kiadó: Republic      | - Lejátszási lista a Red (Taylor’s Version) album dalaiból |
| Red (Taylor’s Version): The Slow Motion Chapter                              | - Megjelent: 2022. január 25. - Kiadó: Republic      | - Lejátszási lista a Red (Taylor’s Version) album dalaiból |
| Red (Taylor’s Version): From the Vault Chapter                               | - Megjelent: 2022. január 31. - Kiadó: Republic      | - Lejátszási lista a Red (Taylor’s Version) album dalaiból |
| Anti-Hero (Remixes)                                                          | - Megjelent: 2022. november 11. - Kiadó: Republic    | - Remixeket tartalmazó középlemez Swift 2022-es Anti-Hero dalából |
| Lavender Haze (Remixes)                                                      | - Megjelent: 2023. március 3. - Kiadó: Republic      | - Remixeket tartalmazó középlemez Swift 2022-es Lavender Haze című dalából |
| The More Fearless (Taylor’s Version) Chapter                                 | - Megjelent: 2023. március 17. - Kiadó: Republic     | - Lejátszási lista a Fearless (Taylor’s Version) dalaiból és az If This Was a Movie (Taylor’s Version)-ből, a Speak Now (Taylor’s Version) egyik dalából                             |
| The More Lover Chapter                                                       | - Megjelent: 2023. március 17. - Kiadó: Republic     | - Lejátszási lista a Lover (2019) dalaiból és a korábban ki nem adott All of the Girls You Loved Before                                                                              |
| The More Red (Taylor’s Version) Chapter                                      | - Megjelent: 2023. március 17. - Kiadó: Republic     | - Lejátszási lista a Red (Taylor’s Version) dalaiból, illetve az Eyes Open (Taylor’s Version) és a Safe & Sound (Taylor’s Version), Joy Williams és John Paul White közreműködésével |

### Díszdobozok
| Cím                       | Alapadatok                                                          | Megjegyzések |
| ------------------------- | ------------------------------------------------------------------- | --- |
| Complete Album Collection | - Megjelent: 2013. november 22. - Formátumok: CD - Kiadó: Universal | - Csak Németországban megjelent díszdoboz, ami öt lemezt tartalmazott: a Taylor Swift, a Fearless, a Speak Now, a Red és a Speak Now World Tour – Live |

## Kislemezek

### 2000-es évek
| Cím                                               | Év   | Slágerlisták | Slágerlisták | Slágerlisták | Slágerlisták | Slágerlisták | Slágerlisták | Slágerlisták | Slágerlisták | Slágerlisták | Slágerlisták | Minősítés | Album        |
| Cím                                               | Év   | US           | AUS          | AUT          | CAN          | GER          | IRE          | JPN          | NZ           | SWI          | UK           | Minősítés | Album        |
| ------------------------------------------------- | ---- | ------------ | ------------ | ------------ | ------------ | ------------ | ------------ | ------------ | ------------ | ------------ | ------------ | --- | ------------ |
| Tim McGraw                                        | 2006 | 40           | —            | —            | —            | —            | —            | —            | —            | —            | —            | - RIAA: 2× Platinalemez | Taylor Swift |
| Teardrops on My Guitar                            | 2007 | 13           | —            | —            | 45           | —            | —            | —            | —            | —            | 51           | - RIAA: 3× Platinalemez - BPI: Ezüstlemez - MC: Platinalemez                                                                                               | Taylor Swift |
| Our Song                                          | 2007 | 16           | —            | —            | 30           | —            | —            | —            | —            | —            | —            | - RIAA: 4× Platinalemez - BPI: Ezüstlemez - MC: Platinalemez                                                                                               | Taylor Swift |
| Picture to Burn                                   | 2008 | 28           | —            | —            | 48           | —            | —            | —            | —            | —            | —            | - RIAA: 2× Platinalemez - BPI: Ezüstlemez - MC: Ezüstlemez                                                                                                 | Taylor Swift |
| Should’ve Said No                                 | 2008 | 33           | —            | —            | 67           | —            | —            | —            | 18           | —            | —            | - RIAA: Platinalemez | Taylor Swift |
| Love Story                                        | 2008 | 4            | 1            | 30           | 4            | 22           | 3            | 3            | 3            | 50           | 2            | - RIAA: 8× Platinalemez - ARIA: 10× Platinalemez - BPI: 3× Platinalemez - BVMI: Platinalemez - MC: 2× Platinalemez - RIAJ: Aranylemez - RMNZ: Platinalemez | Fearless     |
| White Horse                                       | 2008 | 13           | 41           | —            | 43           | —            | —            | —            | —            | —            | 60           | - RIAA: 2× Platinalemez - ARIA: Aranylemez - MC: Aranylemez                                                                                                | Fearless     |
| You Belong with Me                                | 2009 | 2            | 5            | —            | 3            | —            | 12           | 10           | 5            | 58           | 30           | - RIAA: 7× Platinalemez - ARIA: 4× Platinalemez - BPI: Platinalemez - MC: 2× Platinalemez - RIAJ: Platinalemez - RMNZ: Platinalemez                        | Fearless     |
| Fifteen                                           | 2009 | 23           | 48           | —            | 19           | —            | —            | —            | —            | —            | —            | - RIAA: 2× Platinalemez - MC: Aranylemez | Fearless     |
| —: nem szerepelt slágerlistán az adott területen. |      |              |              |              |              |              |              |              |              |              |              | |              |

### 2010-es évek
| Cím                                                                           | Év   | Slágerlisták | Slágerlisták | Slágerlisták | Slágerlisták | Slágerlisták | Slágerlisták | Slágerlisták | Slágerlisták | Slágerlisták | Slágerlisták | Minősítés | Album                                                   |
| Cím                                                                           | Év   | US           | AUS          | AUT          | CAN          | GER          | IRE          | JPN          | NZ           | SWI          | UK           | Minősítés | Album                                                   |
| ----------------------------------------------------------------------------- | ---- | ------------ | ------------ | ------------ | ------------ | ------------ | ------------ | ------------ | ------------ | ------------ | ------------ | --- | ------------------------------------------------------- |
| Fearless                                                                      | 2010 | 9            | —            | —            | 69           | —            | —            | —            | —            | —            | 111          | - RIAA: Platinalemez | Fearless                                                |
| Today Was a Fairytale                                                         | 2010 | 2            | 3            | —            | 1            | —            | 41           | 63           | 29           | —            | 57           | - RIAA: Platinalemez - ARIA: Platinalemez | Valentin nap                                            |
| Mine                                                                          | 2010 | 3            | 9            | —            | 7            | —            | 38           | 6            | 16           | 46           | 30           | - RIAA: 3× Platinalemez - ARIA: 3× Platinalemez - BPI: Ezüstlemez - MC: Aranylemez - RIAJ: Aranylemez - RMNZ: Aranylemez                                                                            | Speak Now                                               |
| Back to December                                                              | 2010 | 6            | 26           | —            | 7            | —            | —            | 62           | 24           | —            | —            | - RIAA: 2× Platinalemez - ARIA: Platinalemez - BPI: Ezüstlemez - MC: Aranylemez | Speak Now                                               |
| Mean                                                                          | 2011 | 11           | 45           | —            | 10           | —            | —            | —            | —            | —            | —            | - RIAA: 3× Platinalemez - ARIA: 2× Platinalemez - BPI: Ezüstlemez - MC: Aranylemez | Speak Now                                               |
| The Story of Us                                                               | 2011 | 41           | —            | —            | 70           | —            | —            | —            | —            | —            | —            | - RIAA: Platinalemez - ARIA: Platinalemez - BPI: Ezüstlemez | Speak Now                                               |
| Sparks Fly                                                                    | 2011 | 17           | 97           | —            | 28           | —            | —            | —            | —            | —            | —            | - RIAA: Platinalemez - ARIA: Platinalemez | Speak Now                                               |
| Ours                                                                          | 2011 | 13           | 91           | —            | 68           | —            | —            | —            | —            | —            | 181          | - RIAA: Platinalemez - ARIA: Aranylemez | Speak Now                                               |
| Eyes Open                                                                     | 2012 | 19           | 47           | —            | 17           | —            | 65           | —            | 6            | —            | 70           | - RIAA: Platinalemez - RMNZ: Aranylemez | The Hunger Games: Songs from District 12 and Beyond     |
| We Are Never Ever Getting Back Together                                       | 2012 | 1            | 3            | 22           | 1            | 21           | 4            | 2            | 1            | 21           | 4            | - RIAA: 6× Platinalemez - ARIA: 5× Platinalemez - BPI: 2× Platinalemez - BVMI: Platinalemez - RIAJ: Millió - MC: Aranylemez - RMNZ: 2× Platinalemez                                                 | Red                                                     |
| Ronan                                                                         | 2012 | 16           | —            | —            | —            | —            | —            | —            | —            | —            | —            | - RIAA: Aranylemez | Nem jelent meg albumon, jótékonysági kislemez           |
| Begin Again                                                                   | 2012 | 7            | 20           | —            | 4            | —            | 25           | —            | 11           | —            | 30           | - RIAA: Platinalemez - MC: Aranylemez | Red                                                     |
| I Knew You Were Trouble                                                       | 2012 | 2            | 3            | 6            | 2            | 9            | 4            | 51           | 3            | 8            | 2            | - RIAA: 7× Platinalemez - ARIA: 6× Platinalemez - BPI: 2× Platinalemez - BVMI: Platinalemez - AUT: Aranylemez - SWI: Platinalemez - MC: 5× Platinalemez - RIAJ: Aranylemez - RMNZ: 2× Platinalemez  | Red                                                     |
| 22                                                                            | 2013 | 20           | 21           | —            | 20           | —            | 12           | 53           | 23           | —            | 9            | - RIAA: 3× Platinalemez - ARIA: 2× Platinalemez - BPI: Platinalemez - MC: Platinalemez - RIAJ: Aranylemez - RMNZ: Aranylemez                                                                        | Red                                                     |
| Highway Don’t Care (Tim McGraw és Taylor Swift, Keith Urban közreműködésével) | 2013 | 22           | 73           | —            | 21           | —            | —            | —            | —            | —            | —            | - RIAA: 3× Platinalemez | Two Lanes of Freedom                                    |
| Red                                                                           | 2013 | 6            | 30           | —            | 5            | —            | 25           | 43           | 14           | —            | 26           | - RIAA: 2× Platinalemez - ARIA: Aranylemez - BPI: Ezüstlemez | Red                                                     |
| Everything Has Changed (Ed Sheeran közreműködésével)                          | 2013 | 32           | 28           | —            | 28           | —            | 5            | —            | 22           | —            | 7            | - RIAA: 2× Platinalemez - ARIA: Platinalemez - BPI: Platinalemez - RMNZ: Aranylemez | Red                                                     |
| The Last Time (Gary Lightbody közreműködésével)                               | 2013 | —            | —            | —            | 73           | —            | 15           | —            | —            | —            | 25           | | Red                                                     |
| Shake It Off                                                                  | 2014 | 1            | 1            | 6            | 1            | 5            | 3            | 4            | 1            | 7            | 2            | - RIAA: Gyémántlemez - ARIA: 13× Platinalemez - BPI: 4× Platinalemez - BVMI: Aranylemez - AUT: Aranylemez - SWI: Platinalemez - MC: 6× Platinalemez - RIAJ: 3× Platinalemez - RMNZ: 5× Platinalemez | 1989                                                    |
| Blank Space                                                                   | 2014 | 1            | 1            | 6            | 1            | 9            | 4            | 45           | 2            | 12           | 4            | - RIAA: 8× Platinalemez - ARIA: 13× Platinalemez - BPI: 3× Platinalemez - BVMI: Aranylemez - SWI: Aranylemez - MC: 4× Platinalemez - RIAJ: Aranylemez - RMNZ: 4× Platinalemez                       | 1989                                                    |
| Style                                                                         | 2015 | 6            | 8            | 19           | 6            | 25           | 23           | 53           | 11           | 19           | 21           | - RIAA: 3× Platinalemez - ARIA: 8× Platinalemez - BPI: 2× Platinalemez - MC: 3× Platinalemez - RMNZ: 3× Platinalemez                                                                                | 1989                                                    |
| Bad Blood (szóló vagy Kendrick Lamar közreműködésével)                        | 2015 | 1            | 1            | 22           | 1            | 29           | 8            | 20           | 1            | 28           | 4            | - RIAA: 6× Platinalemez - ARIA: 3× Platinalemez - BPI: 2× Platinalemez - BVMI: Aranylemez - MC: 3× Platinalemez - RMNZ: Aranylemez                                                                  | 1989                                                    |
| Wildest Dreams                                                                | 2015 | 5            | 3            | 21           | 4            | 51           | 39           | —            | 8            | 53           | 40           | - RIAA: 4× Platinalemez - ARIA: 2× Platinalemez - BPI: Platinalemez - BVMI: Aranylemez - MC: Platinalemez - RMNZ: Aranylemez                                                                        | 1989                                                    |
| Out of the Woods                                                              | 2016 | 18           | 19           | 64           | 8            | —            | —            | —            | 6            | —            | 136          | - RIAA: Platinalemez - ARIA: Aranylemez - BPI: Aranylemez - MC: Aranylemez | 1989                                                    |
| New Romantics                                                                 | 2016 | 46           | 35           | —            | 58           | —            | —            | 90           | —            | —            | 132          | - RIAA: Aranylemez - ARIA: Aranylemez - BPI: Ezüstlemez | 1989                                                    |
| I Don’t Wanna Live Forever (Zaynnel)                                          | 2016 | 2            | 3            | 2            | 2            | 2            | 4            | —            | 4            | 2            | 5            | - RIAA: 4× Platinalemez - ARIA: 7× Platinalemez - BPI: 2× Platinalemez - BVMI: 3× Aranylemez - MC: 7× Platinalemez - RMNZ: Platinalemez                                                             | Fifty Shades Darker: Original Motion Picture Soundtrack |
| Look What You Made Me Do                                                      | 2017 | 1            | 1            | 2            | 1            | 3            | 1            | 7            | 1            | 6            | 1            | - RIAA: 4× Platinalemez - ARIA: 4× Platinalemez - BPI: 2× Platinalemez - BVMI: Aranylemez - MC: 3× Platinalemez - RMNZ: Aranylemez                                                                  | Reputation                                              |
| ...Ready for It?                                                              | 2017 | 4            | 3            | 26           | 7            | 47           | 12           | —            | 9            | 41           | 7            | - RIAA: 2× Platinalemez - ARIA: 2× Platinalemez - BPI: Platinalemez - MC: 2× Platinalemez | Reputation                                              |
| End Game (Ed Sheeran és Future közreműködésével)                              | 2017 | 18           | 36           | —            | 11           | —            | 68           | —            | —            | —            | 49           | - RIAA: Platinalemez - ARIA: Platinalemez - BPI: Ezüstlemez - MC: Platinalemez | Reputation                                              |
| New Year's Day                                                                | 2017 | —            | —            | —            | —            | —            | —            | —            | —            | —            | —            | | Reputation                                              |
| Delicate                                                                      | 2018 | 12           | 28           | 70           | 20           | —            | 31           | —            | 33           | 88           | 45           | - RIAA: 2× Platinalemez - ARIA: Platinalemez - BPI: Platinalemez | Reputation                                              |
| Getaway Car                                                                   | 2018 | —            | —            | —            | —            | —            | —            | —            | —            | —            | —            | - ARIA: Platinalemez - BPI: Platinalemez | Reputation                                              |
| Me! (Brendon Urie közreműködésével)                                           | 2019 | 2            | 2            | 7            | 2            | 12           | 5            | 6            | 3            | 12           | 3            | - RIAA: 2× Platinalemez - ARIA: 3× Platinalemez - BPI: Platinalemez - BVMI: Aranylemez - AUT: Aranylemez - MC: Platinalemez - RMNZ: Aranylemez                                                      | Lover                                                   |
| You Need to Calm Down                                                         | 2019 | 2            | 3            | 21           | 4            | 36           | 5            | 23           | 5            | 22           | 5            | - RIAA: 3× Platinalemez - ARIA: 3× Platinalemez - BPI: Platinalemez - AUT: Aranylemez - RMNZ: Aranylemez                                                                                            | Lover                                                   |
| Lover                                                                         | 2019 | 10           | 3            | 47           | 7            | 61           | 9            | 76           | 3            | 52           | 14           | - RIAA: 2× Platinalemez - ARIA: 2× Platinalemez - BPI: Platinalemez - MC: 3× Platinalemez - RMNZ: 3× Platinalemez                                                                                   | Lover                                                   |
| Christmas Tree Farm                                                           | 2019 | 59           | 96           | 50           | 55           | 60           | 51           | —            | —            | 99           | 44           | - BPI: Ezüstlemez | Nem jelent meg albumon                                  |
| —: nem szerepelt slágerlistán az adott területen.                             |      |              |              |              |              |              |              |              |              |              |              | |                                                         |

### 2020-as évek
| Cím                                                         | Év   | Slágerlista | Slágerlista | Slágerlista | Slágerlista | Slágerlista | Slágerlista | Slágerlista | Slágerlista | Slágerlista | Slágerlista | Minősítés | Album                         |
| Cím                                                         | Év   | US          | AUS         | AUT         | CAN         | GER         | IRE         | NZ          | SWI         | UK          | WW          | Minősítés | Album                         |
| ----------------------------------------------------------- | ---- | ----------- | ----------- | ----------- | ----------- | ----------- | ----------- | ----------- | ----------- | ----------- | ----------- | --- | ----------------------------- |
| The Man                                                     | 2020 | 23          | 17          | 66          | 21          | —           | 16          | 15          | 80          | 21          | —           | - RIAA: Platinalemez - ARIA: Platinalemez - BPI: Aranylemez                                                                                           | Lover                         |
| Cardigan                                                    | 2020 | 1           | 1           | 46          | 3           | 67          | 4           | 2           | 51          | 6           | 77          | - RIAA: Platinalemez - BPI: Platinalemez - MC: 2× Platinalemez - RMNZ: Platinalemez                                                                   | Folklore                      |
| Exile (a Bon Iver közreműködésével)                         | 2020 | 6           | 3           | 56          | 6           | —           | 3           | 5           | 48          | 8           | 133         | - RIAA: Platinalemez - BPI: Platinalemez - MC: 2× Platinalemez                                                                                        | Folklore                      |
| Betty                                                       | 2020 | 42          | 22          | —           | 32          | —           | 88          | —           | —           | —           | 180         | - BPI: Aranylemez - MC: Aranylemez | Folklore                      |
| Willow                                                      | 2020 | 1           | 1           | 30          | 1           | 46          | 3           | 3           | 21          | 3           | 2           | - RIAA: Platinalemez - ARIA: Platinalemez - BPI: Platinalemez - MC: Platinalemez                                                                      | Evermore                      |
| No Body, No Crime (a Haim közreműködésével)                 | 2021 | 34          | 16          | —           | 11          | —           | 11          | 29          | —           | 19          | 16          | - BPI: Ezüstlemez | Evermore                      |
| Coney Island (a The National közreműködésével)              | 2021 | 63          | 42          | —           | 31          | —           | —           | —           | —           | —           | 45          | | Evermore                      |
| I Bet You Think About Me (Chris Stapleton közreműködésével) | 2021 | 22          | 43          | —           | 17          | —           | —           | —           | —           | —           | 22          | | Red (Taylor’s Version)        |
| Message in a Bottle                                         | 2021 | 45          | 33          | —           | 32          | —           | —           | —           | —           | —           | 50          | | Red (Taylor’s Version)        |
| Anti-Hero                                                   | 2022 | 1           | 1           | 6           | 1           | 7           | 1           | 1           | 6           | 1           | 1           | - ARIA: 6× Platinalemez - BPI: 2× Platinalemez - BVMI: Aranylemez - AUT: Aranylemez - SWI: Platinalemez - MC: 2× Platinalemez - RMNZ: 2× Platinalemez | Midnights                     |
| Lavender Haze                                               | 2022 | 2           | 2           | 15          | 2           | 71          | 2           | 2           | 18          | 3           | 2           | - ARIA: 2× Platinalemez - BPI: Aranylemez - MC: Platinalemez - RMNZ: Aranylemez                                                                       | Midnights                     |
| Karma (szóló vagy Ice Spice közreműködésével)               | 2023 | 2           | 2           | —           | 4           | —           | 8           | 9           | —           | 12          | 6           | - ARIA: 2× Platinalemez - BPI: Aranylemez - MC: Platinalemez - RMNZ: Aranylemez                                                                       | Midnights                     |
| Cruel Summer                                                | 2023 | 1           | 2           | 16          | 1           | 15          | 4           | 3           | 10          | 2           | 1           | - ARIA: 4× Platinalemez - BPI: Platinalemez - RMNZ: 2× Platinalemez                                                                                   | Lover                         |
| „Slut!”                                                     | 2023 | 3           | 4           | —           | 3           | 45          | 6           | 5           | —           | 5           | 3           | - BPI: Ezüstlemez | 1989 (Taylor’s Version)       |
| Is It Over Now?                                             | 2023 | 1           | 1           | 18          | 1           | 51          | 2           | 1           | 37          | 1           | 1           | | 1989 (Taylor’s Version)       |
| Fortnight (Post Malone közreműködésével)                    | 2024 | 1           | 1           | 2           | 1           | 2           | 2           | 1           | 3           | 1           | 1           | - ARIA: 2× Platinalemez - BPI: Platinalemez - RMNZ: Aranylemez                                                                                        | The Tortured Poets Department |
| I Can Do It with a Broken Heart                             | 2024 | 3           | 5           | 11          | 4           | 60          | 5           | 6           | 30          | 8           | 5           | - ARIA: Platinalemez - BPI: Platinalemez - RMNZ: Aranylemez                                                                                           | The Tortured Poets Department |
| —: nem szerepelt slágerlistán az adott területen.           |      |             |             |             |             |             |             |             |             |             |             | |                               |

### Közreműködő előadóként
| Cím                                                                       | Év   | Slágerlista | Slágerlista | Slágerlista | Slágerlista | Slágerlista | Slágerlista | Slágerlista | Slágerlista | Slágerlista | Slágerlista | Minősítés                                                    | Album                                  |
| Cím                                                                       | Év   | US          | AUS         | AUT         | CAN         | GER         | IRE         | NZ          | SWI         | UK          | WW          | Minősítés                                                    | Album                                  |
| ------------------------------------------------------------------------- | ---- | ----------- | ----------- | ----------- | ----------- | ----------- | ----------- | ----------- | ----------- | ----------- | ----------- | ------------------------------------------------------------ | -------------------------------------- |
| God Bless the Children (Wayne Warner és a Nashville All-Star kórus)       | 2006 | —           | —           | —           | —           | —           | —           | —           | —           | —           | —           |                                                              | Turbo Twang’n                          |
| Two Is Better Than One (a Boys Like Girls, Taylor Swift közreműködésével) | 2009 | 18          | —           | —           | 18          | —           | —           | —           | —           | —           | —           | - RIAA: Platinalemez                                         | Love Drunk                             |
| Half of My Heart (John Mayer, Taylor Swift közreműködésével)              | 2010 | 25          | 71          | —           | 53          | —           | —           | —           | —           | —           | —           | - RIAA: Platinalemez - ARIA: Aranylemez                      | Battle Studies                         |
| Both of Us (B.o.B, Taylor Swift közreműködésével)                         | 2012 | 18          | 5           | —           | 23          | —           | 26          | 10          | —           | 22          | —           | - RIAA: Platinalemez - ARIA: Platinalemez - RMNZ: Aranylemez | Strange Clouds                         |
| Babe (Sugarland, Taylor Swift közreműködésével)                           | 2018 | 72          | —           | —           | 94          | —           | —           | —           | —           | —           | —           | - RIAA: Aranylemez                                           | Bigger                                 |
| Gasoline (a Haim, Taylor Swift közreműködésével)                          | 2021 | —           | —           | —           | —           | —           | —           | —           | —           | —           | —           |                                                              | Women in Music Pt. III                 |
| Renegade (a Big Red Machine, Taylor Swift közreműködésével)               | 2021 | 73          | 70          | —           | 58          | —           | 53          | —           | —           | 73          | 96          |                                                              | How Long Do You Think It’s Gonna Last? |
| The Joker and the Queen (Ed Sheeran, Taylor Swift közreműködésével)       | 2022 | 21          | —           | 35          | 12          | 37          | —           | 26          | 19          | —           | 10          |                                                              | =                                      |
| The Alcott (a The National, Taylor Swift közreműködésével)                | 2023 | —           | —           | —           | —           | —           | 63          | —           | —           | 90          | —           |                                                              | First Two Pages of Frankenstein        |
| —: nem szerepelt slágerlistán az adott területen.                         |      |             |             |             |             |             |             |             |             |             |             |                                                              |                                        |

## Promóciós kislemezek
| Cím                                                                                | Év   | Slágerlista | Slágerlista | Slágerlista | Slágerlista | Slágerlista | Slágerlista | Slágerlista | Slágerlista | Slágerlista | Slágerlista | Minősítés                                                      | Album                                               |
| Cím                                                                                | Év   | US          | AUS         | AUT         | CAN         | IRE         | JPN         | NZ          | SWI         | UK          | WW          | Minősítés                                                      | Album                                               |
| ---------------------------------------------------------------------------------- | ---- | ----------- | ----------- | ----------- | ----------- | ----------- | ----------- | ----------- | ----------- | ----------- | ----------- | -------------------------------------------------------------- | --------------------------------------------------- |
| I Heart ?                                                                          | 2008 | —           | —           | —           | —           | —           | —           | —           | —           | —           | —           |                                                                | Beautiful Eyes                                      |
| Beautiful Eyes                                                                     | 2008 | —           | —           | —           | —           | —           | —           | —           | —           | —           | —           |                                                                | Beautiful Eyes                                      |
| Change                                                                             | 2008 | 10          | —           | —           | —           | —           | —           | —           | —           | —           | —           | - RIAA: Aranylemez                                             | AT&T Team USA Soundtrack                            |
| Breathe (Colbie Caillat közreműködésével)                                          | 2008 | 87          | —           | —           | —           | —           | —           | —           | —           | —           | —           | - RIAA: Aranylemez                                             | Fearless                                            |
| You’re Not Sorry                                                                   | 2008 | 11          | —           | —           | 11          | —           | —           | —           | —           | —           | —           | - RIAA: Platinalemez                                           | Fearless                                            |
| American Girl                                                                      | 2009 | —           | —           | —           | —           | —           | —           | —           | —           | —           | —           |                                                                | Nem jelent meg albumon                              |
| Speak Now                                                                          | 2010 | 8           | 20          | —           | 8           | —           | —           | 34          | —           | —           | —           | - RIAA: Aranylemez - ARIA: Aranylemez                          | Speak Now                                           |
| Haunted                                                                            | 2011 | 63          | —           | —           | 61          | —           | —           | —           | —           | —           | —           | - RIAA: Aranylemez - ARIA: Aranylemez                          | Speak Now                                           |
| If This Was a Movie                                                                | 2011 | 10          | —           | —           | 17          | —           | —           | —           | —           | 191         | —           |                                                                | Speak Now                                           |
| Superman                                                                           | 2011 | 26          | —           | —           | 82          | —           | —           | —           | —           | —           | —           |                                                                | Speak Now                                           |
| Safe & Sound (a The Civil Wars közreműködésével)                                   | 2011 | 30          | 38          | —           | 31          | —           | —           | 11          | —           | 67          | —           | - RIAA: 2× Platinalemez - ARIA: Platinalemez - BPI: Ezüstlemez | The Hunger Games: Songs from District 12 and Beyond |
| Long Live (featuring Paula Fernandes)                                              | 2012 | —           | —           | —           | —           | —           | —           | —           | —           | —           | —           |                                                                | Speak Now World Tour – Live                         |
| State of Grace                                                                     | 2012 | 13          | 44          | —           | 9           | —           | 43          | 20          | —           | 36          | —           | - RIAA: Aranylemez                                             | Red                                                 |
| The Moment I Knew                                                                  | 2013 | 64          | —           | —           | 58          | —           | —           | —           | —           | 197         | —           |                                                                | Red                                                 |
| Come Back... Be Here                                                               | 2013 | —           | —           | —           | 64          | —           | —           | —           | —           | 188         | —           |                                                                | Red                                                 |
| Girl at Home                                                                       | 2013 | —           | —           | —           | 75          | —           | —           | —           | —           | —           | —           |                                                                | Red                                                 |
| Sweeter than Fiction                                                               | 2013 | 34          | 44          | —           | 17          | —           | 38          | 26          | —           | 45          | —           |                                                                | A hang ereje                                        |
| Welcome to New York                                                                | 2014 | 48          | 23          | —           | 19          | 55          | 80          | 6           | —           | 39          | —           | - RIAA: Platinalemez - BPI: Ezüstlemez                         | 1989                                                |
| Wonderland                                                                         | 2015 | 51          | 84          | —           | 59          | —           | —           | —           | —           | 171         | —           |                                                                | 1989                                                |
| You Are in Love                                                                    | 2015 | 83          | —           | —           | 99          | —           | —           | —           | —           | —           | —           |                                                                | 1989                                                |
| Gorgeous                                                                           | 2017 | 13          | 9           | 32          | 9           | 18          | 52          | 19          | 46          | 15          | —           | - RIAA: Aranylemez - ARIA: Platinalemez - BPI: Platinalemez    | Reputation                                          |
| Call It What You Want                                                              | 2017 | 27          | 16          | 43          | 24          | 44          | —           | 34          | 99          | 29          | —           | - RIAA: Aranylemez - ARIA: Aranylemez - BPI: Ezüstlemez        | Reputation                                          |
| The Archer                                                                         | 2019 | 38          | 19          | —           | 41          | 31          | —           | 28          | —           | 43          | —           | - ARIA: Aranylemez - BPI: Ezüstlemez                           | Lover                                               |
| Beautiful Ghosts                                                                   | 2019 | —           | —           | —           | —           | —           | —           | —           | —           | —           | —           |                                                                | Macskák                                             |
| Only the Young                                                                     | 2020 | 50          | 31          | —           | 57          | 40          | —           | —           | —           | 57          | —           |                                                                | Nem jelent meg albumon                              |
| The 1                                                                              | 2020 | 4           | 4           | —           | 7           | 7           | —           | 7           | 92          | 10          | 114         | - RIAA: Platinalemez - BPI: Aranylemez                         | Folklore                                            |
| Love Story (Taylor’s Version)                                                      | 2021 | 11          | 21          | —           | 7           | 7           | —           | 18          | —           | 12          | 7           | - BPI: Aranylemez                                              | Fearless (Taylor’s Version)                         |
| You All Over Me (Maren Morris közreműködésével)                                    | 2021 | 51          | 34          | —           | 29          | 35          | —           | —           | —           | 52          | 35          |                                                                | Fearless (Taylor’s Version)                         |
| Mr. Perfectly Fine                                                                 | 2021 | 30          | 19          | —           | 23          | 15          | —           | 25          | —           | 30          | 19          | - BPI: Ezüstlemez                                              | Fearless (Taylor’s Version)                         |
| The Lakes                                                                          | 2021 | —           | —           | —           | —           | 52          | —           | —           | —           | 88          | —           |                                                                | Folklore                                            |
| ildest Dreams (Taylor’s Version)                                                   | 2021 | 19          | 14          | —           | 18          | 15          | —           | 30          | —           | 25          | 19          | - ARIA: Platinalemez - BPI: Ezüstlemez - RMNZ: Aranylemez      | 1989 (Taylor’s Version)                             |
| All Too Well (Taylor’s Version)                                                    | 2021 | 1           | 1           | —           | 1           | 1           | —           | 1           | —           | 3           | 1           | - ARIA: Platinalemez - BPI: Platinalemez - RMNZ: Aranylemez    | Red (Taylor’s Version)                              |
| This Love (Taylor’s Version)                                                       | 2022 | 42          | 23          | —           | 30          | 26          | —           | 40          | —           | 42          | 35          | - ARIA: Aranylemez                                             | 1989 (Taylor’s Version)                             |
| Carolina                                                                           | 2022 | 60          | 62          | —           | 49          | 42          | —           | —           | —           | 63          | 45          |                                                                | Ahol a folyami rákok énekelnek                      |
| Bejeweled                                                                          | 2022 | 6           | 7           | —           | 7           | —           | —           | 9           | —           | 63          | 8           | - ARIA: Platinalemez - BPI: Ezüstlemez - MC: Platinalemez      | Midnights                                           |
| Question...?                                                                       | 2022 | 7           | 11          | —           | 10          | —           | —           | —           | —           | —           | 11          | - ARIA: Aranylemez - BPI: Ezüstlemez - MC: Aranylemez          | Midnights                                           |
| All of the Girls You Loved Before                                                  | 2023 | 12          | 15          | —           | 12          | 9           | —           | 13          | —           | 11          | 10          |                                                                | The More Lover Chapter                              |
| If This Was a Movie (Taylor’s Version)                                             | 2023 | —           | —           | —           | —           | —           | —           | —           | —           | —           | —           |                                                                | The More Fearless (Taylor’s Version) Chapter        |
| Eyes Open (Taylor’s Version)                                                       | 2023 | —           | —           | —           | —           | —           | —           | —           | —           | —           | —           |                                                                | The More Red (Taylor’s Version) Chapter             |
| Safe & Sound (Taylor’s Version) (Joy Williams és John Paul White közreműködésével) | 2023 | —           | —           | —           | —           | —           | —           | —           | —           | —           | —           |                                                                | The More Red (Taylor’s Version) Chapter             |
| —: nem szerepelt slágerlistán az adott területen.                                  |      |             |             |             |             |             |             |             |             |             |             |                                                                |                                                     |

## Egyéb slágerlistán szereplő vagy lemezminősítéssel illetett dalok

### 2000-es évek
| Cím                                               | Év   | Slágerlista | Slágerlista | Slágerlista | Slágerlista | Slágerlista | Slágerlista | Minősítés            | Album                               |
| Cím                                               | Év   | US          | US Country  | US Pop      | AUS         | CAN         | UK          | Minősítés            | Album                               |
| ------------------------------------------------- | ---- | ----------- | ----------- | ----------- | ----------- | ----------- | ----------- | -------------------- | ----------------------------------- |
| I’m Only Me When I’m with You                     | 2007 | —           | —           | 80          | —           | —           | —           | - RIAA: Platinalemez | Taylor Swift                        |
| Invisible                                         | 2007 | —           | —           | —           | —           | —           | —           | - RIAA: Aranylemez   | Taylor Swift                        |
| Last Christmas                                    | 2007 | —           | 28          | —           | —           | —           | —           |                      | The Taylor Swift Holiday Collection |
| Santa Baby                                        | 2007 | —           | 43          | —           | —           | —           | —           |                      | The Taylor Swift Holiday Collection |
| White Christmas                                   | 2007 | —           | 59          | —           | —           | —           | —           |                      | The Taylor Swift Holiday Collection |
| Silent Night                                      | 2007 | —           | 54          | —           | —           | —           | —           |                      | The Taylor Swift Holiday Collection |
| Christmases When You Were Mine                    | 2007 | —           | 48          | —           | —           | —           | —           |                      | The Taylor Swift Holiday Collection |
| Umbrella                                          | 2008 | —           | —           | 79          | —           | —           | —           |                      | iTunes Live from SoHo               |
| Hey Stephen                                       | 2008 | 94          | —           | —           | —           | —           | —           | - RIAA: Aranylemez   | Fearless                            |
| Tell Me Why                                       | 2008 | —           | —           | —           | —           | —           | —           |                      | Fearless                            |
| The Way I Loved You                               | 2008 | 72          | —           | —           | —           | —           | —           | - RIAA: Aranylemez   | Fearless                            |
| Forever & Always                                  | 2008 | 34          | —           | —           | —           | 37          | —           | - RIAA: Platinalemez | Fearless                            |
| The Best Day                                      | 2008 | —           | 56          | —           | —           | —           | —           | - RIAA: Aranylemez   | Fearless                            |
| Crazier                                           | 2009 | 17          | —           | 11          | 57          | 67          | 100         | - RIAA: Platinalemez | Hannah Montana – A film             |
| Jump then Fall                                    | 2009 | 10          | 59          | —           | 98          | 14          | —           | - RIAA: Aranylemez   | Fearless: Platinum Edition          |
| Untouchable                                       | 2009 | 19          | —           | —           | —           | 23          | —           |                      | Fearless: Platinum Edition          |
| Come In with the Rain                             | 2009 | 30          | —           | —           | —           | 40          | —           |                      | Fearless: Platinum Edition          |
| SuperStar                                         | 2009 | 26          | —           | —           | —           | 35          | —           |                      | Fearless: Platinum Edition          |
| The Other Side of the Door                        | 2009 | 23          | —           | —           | —           | 30          | —           |                      | Fearless: Platinum Edition          |
| —: nem szerepelt slágerlistán az adott területen. |      |             |             |             |             |             |             |                      |                                     |

### 2010-es évek
| Cím                                                      | Év   | Slágerlista | Slágerlista | Slágerlista | Slágerlista | Slágerlista | Slágerlista | Slágerlista | Slágerlista | Slágerlista | Slágerlista | Minősítés                                                                      | Album                       |
| Cím                                                      | Év   | US          | AUS         | AUT         | CAN         | GER         | IRE         | NZ          | SWI         | UK          | WW          | Minősítés                                                                      | Album                       |
| -------------------------------------------------------- | ---- | ----------- | ----------- | ----------- | ----------- | ----------- | ----------- | ----------- | ----------- | ----------- | ----------- | ------------------------------------------------------------------------------ | --------------------------- |
| Breathless                                               | 2010 | 72          | —           | —           | 49          | —           | —           | —           | —           | 116         | —           |                                                                                | Hope for Haiti Now          |
| Dear John                                                | 2010 | 54          | —           | —           | 68          | —           | —           | —           | —           | —           | —           | - ARIA: Aranylemez                                                             | Speak Now                   |
| Never Grow Up                                            | 2010 | 84          | —           | —           | —           | —           | —           | —           | —           | —           | —           | - RIAA: Aranylemez - ARIA: Aranylemez                                          | Speak Now                   |
| Enchanted                                                | 2010 | 75          | 27          | —           | 47          | —           | —           | —           | —           | —           | 55          | - RIAA: Aranylemez - ARIA: Platinalemez - BPI: Aranylemez - RMNZ: Platinalemez | Speak Now                   |
| Better than Revenge                                      | 2010 | 56          | —           | —           | 73          | —           | —           | —           | —           | —           | —           | - RIAA: Aranylemez - ARIA: Aranylemez - BPI: Ezüstlemez                        | Speak Now                   |
| Innocent                                                 | 2010 | 27          | —           | —           | 53          | —           | —           | —           | —           | —           | —           |                                                                                | Speak Now                   |
| Last Kiss                                                | 2010 | 71          | —           | —           | 99          | —           | —           | —           | —           | —           | —           | - ARIA: Aranylemez                                                             | Speak Now                   |
| Long Live                                                | 2010 | 85          | —           | —           | —           | —           | —           | —           | —           | —           | —           |                                                                                | Speak Now                   |
| Drops of Jupiter (Live)                                  | 2011 | —           | —           | —           | —           | —           | —           | —           | —           | —           | —           |                                                                                | Speak Now World Tour – Live |
| Treacherous                                              | 2012 | —           | —           | —           | 65          | —           | —           | —           | —           | —           | —           |                                                                                | Red                         |
| All Too Well                                             | 2012 | 80          | —           | 16          | 59          | 36          | —           | —           | 19          | —           | —           | - RIAA: Aranylemez - BPI: Ezüstlemez                                           | Red                         |
| I Almost Do                                              | 2012 | 65          | —           | —           | 50          | —           | —           | —           | —           | —           | —           |                                                                                | Red                         |
| Stay Stay Stay                                           | 2012 | 91          | —           | —           | 70          | —           | —           | —           | —           | —           | —           |                                                                                | Red                         |
| Holy Ground                                              | 2012 | —           | —           | —           | 89          | —           | —           | —           | —           | —           | —           |                                                                                | Red                         |
| Sad Beautiful Tragic                                     | 2012 | —           | —           | —           | 92          | —           | —           | —           | —           | —           | —           |                                                                                | Red                         |
| The Lucky One                                            | 2012 | —           | —           | —           | 88          | —           | —           | —           | —           | —           | —           |                                                                                | Red                         |
| Starlight                                                | 2012 | —           | —           | —           | 80          | —           | —           | —           | —           | —           | —           |                                                                                | Red                         |
| All You Had to Do Was Stay                               | 2014 | —           | 99          | —           | 92          | —           | —           | —           | —           | —           | —           | - RIAA: Aranylemez - BPI: Ezüstlemez                                           | 1989                        |
| How You Get the Girl                                     | 2014 | —           | —           | —           | 81          | —           | —           | —           | —           | —           | —           | - RIAA: Aranylemez - BPI: Ezüstlemez                                           | 1989                        |
| This Love                                                | 2014 | —           | —           | —           | 84          | —           | —           | —           | —           | —           | —           | - RIAA: Platinalemez                                                           | 1989                        |
| I Know Places                                            | 2014 | —           | —           | —           | —           | —           | —           | —           | —           | —           | —           | - RIAA: Aranylemez                                                             | 1989                        |
| Clean                                                    | 2014 | —           | —           | —           | —           | —           | —           | —           | —           | —           | —           | - BPI: Ezüstlemez                                                              | 1989                        |
| I Did Something Bad                                      | 2017 | —           | —           | —           | —           | —           | —           | —           | —           | —           | —           | - BPI: Aranylemez                                                              | Reputation                  |
| Don’t Blame Me                                           | 2017 | —           | 34          | —           | —           | 99          | 55          | —           | 88          | 77          | 123         | - ARIA: Platinalemez - BPI: Platinalemez - RMNZ: Platinalemez                  | Reputation                  |
| I Forgot That You Existed                                | 2019 | 28          | 24          | —           | 29          | —           | —           | —           | —           | —           | —           | - BPI: Ezüstlemez                                                              | Lover                       |
| I Think He Knows                                         | 2019 | 51          | 34          | —           | 48          | —           | —           | —           | —           | —           | —           |                                                                                | Lover                       |
| Miss Americana & the Heartbreak Prince                   | 2019 | 49          | 32          | —           | 47          | —           | —           | —           | —           | —           | —           | - BPI: Aranylemez                                                              | Lover                       |
| Paper Rings                                              | 2019 | 45          | 29          | —           | 40          | —           | —           | —           | —           | —           | —           | - BPI: Aranylemez                                                              | Lover                       |
| Cornelia Street                                          | 2019 | 57          | 40          | —           | 51          | —           | —           | —           | —           | —           | —           | - BPI: Ezüstlemez                                                              | Lover                       |
| Death by a Thousand Cuts                                 | 2019 | 67          | 48          | —           | 64          | —           | —           | —           | —           | —           | —           | - BPI: Ezüstlemez                                                              | Lover                       |
| London Boy                                               | 2019 | 62          | 42          | —           | 54          | —           | —           | —           | —           | —           | —           | - BPI: Ezüstlemez                                                              | Lover                       |
| Soon You’ll Get Better (a Dixie Chicks közreműködésével) | 2019 | 63          | 54          | —           | 71          | —           | —           | —           | —           | —           | —           |                                                                                | Lover                       |
| False God                                                | 2019 | 77          | 59          | —           | 77          | —           | —           | —           | —           | —           | —           | - BPI: Ezüstlemez                                                              | Lover                       |
| Afterglow                                                | 2019 | 75          | 57          | —           | 72          | —           | —           | —           | —           | —           | —           |                                                                                | Lover                       |
| It’s Nice to Have a Friend                               | 2019 | 92          | 72          | —           | 97          | —           | —           | —           | —           | —           | —           |                                                                                | Lover                       |
| Daylight                                                 | 2019 | 89          | 70          | —           | 87          | —           | —           | —           | —           | —           | —           |                                                                                | Lover                       |
| —: nem szerepelt slágerlistán az adott területen.        |      |             |             |             |             |             |             |             |             |             |             |                                                                                |                             |

### 2020-as évek
| Cím                                                                       | Év   | Slágerlista | Slágerlista | Slágerlista | Slágerlista | Slágerlista | Slágerlista | Slágerlista | Slágerlista | Slágerlista | Slágerlista | Minősítés                                                                    | Album                        |
| Cím                                                                       | Év   | US          | AUS         | AUT         | CAN         | GER         | IRE         | NZ          | SWI         | UK          | WW          | Minősítés                                                                    | Album                        |
| ------------------------------------------------------------------------- | ---- | ----------- | ----------- | ----------- | ----------- | ----------- | ----------- | ----------- | ----------- | ----------- | ----------- | ---------------------------------------------------------------------------- | ---------------------------- |
| The Last Great American Dynasty                                           | 2020 | 13          | 7           | —           | 13          | —           | —           | 13          | —           | —           | —           | - BPI: Ezüstlemez                                                            | Folklore                     |
| My Tears Ricochet                                                         | 2020 | 16          | 8           | —           | 14          | —           | —           | —           | —           | —           | —           | - BPI: Ezüstlemez                                                            | Folklore                     |
| Mirrorball                                                                | 2020 | 26          | 14          | —           | 22          | —           | —           | —           | —           | —           | —           | - BPI: Aranylemez                                                            | Folklore                     |
| Seven                                                                     | 2020 | 35          | 16          | —           | 26          | —           | —           | —           | —           | —           | —           | - BPI: Ezüstlemez                                                            | Folklore                     |
| August                                                                    | 2020 | 23          | 13          | —           | 19          | —           | 38          | —           | —           | 78          | 46          | - BPI: Aranylemez - RMNZ: Platinalemez                                       | Folklore                     |
| This Is Me Trying                                                         | 2020 | 39          | 18          | —           | 30          | —           | —           | —           | —           | —           | —           | - BPI: Aranylemez                                                            | Folklore                     |
| Illicit Affairs                                                           | 2020 | 44          | 21          | —           | 33          | —           | —           | —           | —           | —           | —           | - BPI: Ezüstlemez                                                            | Folklore                     |
| Invisible String                                                          | 2020 | 37          | 19          | —           | 29          | —           | —           | —           | —           | —           | —           | - BPI: Ezüstlemez                                                            | Folklore                     |
| Mad Woman                                                                 | 2020 | 47          | 25          | —           | 38          | —           | —           | —           | —           | —           | —           |                                                                              | Folklore                     |
| Epiphany                                                                  | 2020 | 57          | 29          | —           | 44          | —           | —           | —           | —           | —           | —           | - BPI: Ezüstlemez                                                            | Folklore                     |
| Peace                                                                     | 2020 | 58          | 33          | —           | 46          | —           | —           | —           | —           | —           | —           |                                                                              | Folklore                     |
| Hoax                                                                      | 2020 | 71          | 43          | —           | 51          | —           | —           | —           | —           | —           | —           |                                                                              | Folklore                     |
| Champagne Problems                                                        | 2020 | 21          | 12          | —           | 6           | —           | 6           | 24          | 92          | 15          | 12          | - BPI: Aranylemez - MC: Aranylemez                                           | Evermore                     |
| Gold Rush                                                                 | 2020 | 40          | 21          | —           | 14          | —           | —           | 34          | —           | —           | 21          | - BPI: Ezüstlemez                                                            | Evermore                     |
| ’Tis the Damn Season                                                      | 2020 | 39          | 24          | —           | 13          | —           | —           | —           | —           | —           | 23          |                                                                              | Evermore                     |
| Tolerate It                                                               | 2020 | 45          | 33          | —           | 18          | —           | —           | —           | —           | —           | 28          |                                                                              | Evermore                     |
| Happiness                                                                 | 2020 | 52          | 37          | —           | 24          | —           | —           | —           | —           | —           | 33          |                                                                              | Evermore                     |
| Dorothea                                                                  | 2020 | 67          | 47          | —           | 34          | —           | —           | —           | —           | —           | 47          |                                                                              | Evermore                     |
| Ivy                                                                       | 2020 | 61          | 43          | —           | 28          | —           | —           | —           | —           | —           | 43          |                                                                              | Evermore                     |
| Cowboy like Me                                                            | 2020 | 71          | 55          | —           | 43          | —           | —           | —           | —           | —           | 62          |                                                                              | Evermore                     |
| Long Story Short                                                          | 2020 | 68          | 49          | —           | 39          | —           | —           | —           | —           | —           | 55          |                                                                              | Evermore                     |
| Marjorie                                                                  | 2020 | 75          | 57          | —           | 48          | —           | —           | —           | —           | —           | 66          |                                                                              | Evermore                     |
| Closure                                                                   | 2020 | 82          | —           | —           | 57          | —           | —           | —           | —           | —           | 75          |                                                                              | Evermore                     |
| Evermore (a Bon Iver közreműködésével)                                    | 2020 | 57          | 45          | —           | 26          | —           | —           | —           | —           | —           | 40          | - BPI: Ezüstlemez                                                            | Evermore                     |
| Right Where You Left Me                                                   | 2021 | —           | —           | —           | —           | —           | —           | —           | —           | —           | —           |                                                                              | Evermore                     |
| It’s Time to Go                                                           | 2021 | —           | —           | —           | 86          | —           | —           | —           | —           | —           | 174         |                                                                              | Evermore                     |
| Fearless (Taylor’s Version)                                               | 2021 | 71          | 54          | —           | 46          | —           | —           | —           | —           | —           | 53          |                                                                              | Fearless (Taylor’s Version)  |
| Fifteen (Taylor’s Version)                                                | 2021 | 88          | 72          | —           | 56          | —           | —           | —           | —           | —           | 84          |                                                                              | Fearless (Taylor’s Version)  |
| Hey Stephen (Taylor’s Version)                                            | 2021 | —           | 86          | —           | 68          | —           | —           | —           | —           | —           | 105         |                                                                              | Fearless (Taylor’s Version)  |
| White Horse (Taylor’s Version)                                            | 2021 | —           | 99          | —           | 72          | —           | —           | —           | —           | —           | 111         |                                                                              | Fearless (Taylor’s Version)  |
| You Belong with Me (Taylor’s Version)                                     | 2021 | 75          | 53          | —           | 44          | —           | 30          | —           | —           | 52          | 51          | - BPI: Ezüstlemez                                                            | Fearless (Taylor’s Version)  |
| Breathe (Taylor’s Version) (Colbie Caillat közreműködésével)              | 2021 | —           | —           | —           | 78          | —           | —           | —           | —           | —           | 133         |                                                                              | Fearless (Taylor’s Version)  |
| Tell Me Why (Taylor’s Version)                                            | 2021 | —           | —           | —           | 92          | —           | —           | —           | —           | —           | 171         |                                                                              | Fearless (Taylor’s Version)  |
| You’re Not Sorry (Taylor’s Version)                                       | 2021 | —           | —           | —           | 90          | —           | —           | —           | —           | —           | 165         |                                                                              | Fearless (Taylor’s Version)  |
| The Way I Loved You (Taylor’s Version)                                    | 2021 | 94          | 89          | —           | 60          | —           | —           | —           | —           | —           | 93          |                                                                              | Fearless (Taylor’s Version)  |
| Forever & Always (Taylor’s Version)                                       | 2021 | 65          | 45          | —           | 37          | —           | —           | —           | —           | —           | 41          |                                                                              | Fearless (Taylor’s Version)  |
| The Best Day (Taylor’s Version)                                           | 2021 | —           | —           | —           | —           | —           | —           | —           | —           | —           | —           |                                                                              | Fearless (Taylor’s Version)  |
| We Were Happy                                                             | 2021 | —           | —           | —           | 95          | —           | —           | —           | —           | —           | —           |                                                                              | Fearless (Taylor’s Version)  |
| That’s When (featuring Keith Urban)                                       | 2021 | —           | 81          | —           | 63          | —           | —           | —           | —           | —           | 130         |                                                                              | Fearless (Taylor’s Version)  |
| Don’t You                                                                 | 2021 | —           | —           | —           | 96          | —           | —           | —           | —           | —           | —           |                                                                              | Fearless (Taylor’s Version)  |
| State of Grace (Taylor’s Version)                                         | 2021 | 18          | 25          | —           | 9           | —           | 7           | 12          | —           | 18          | 12          |                                                                              | Red (Taylor’s Version)       |
| Red (Taylor’s Version)                                                    | 2021 | 25          | 12          | —           | 12          | —           | 9           | 15          | —           | 22          | 13          |                                                                              | Red (Taylor’s Version)       |
| Treacherous (Taylor’s Version)                                            | 2021 | 54          | 38          | —           | 41          | —           | —           | —           | —           | —           | 42          |                                                                              | Red (Taylor’s Version)       |
| I Knew You Were Trouble (Taylor’s Version)                                | 2021 | 46          | 21          | —           | 29          | —           | —           | 26          | —           | —           | 23          |                                                                              | Red (Taylor’s Version)       |
| 22 (Taylor’s Version)                                                     | 2021 | 52          | 27          | —           | 33          | —           | —           | —           | —           | —           | 30          |                                                                              | Red (Taylor’s Version)       |
| I Almost Do (Taylor’s Version)                                            | 2021 | 59          | 45          | —           | 49          | —           | —           | —           | —           | —           | 54          |                                                                              | Red (Taylor’s Version)       |
| We Are Never Ever Getting Back Together (Taylor’s Version)                | 2021 | 55          | 34          | —           | 40          | —           | —           | —           | —           | —           | 41          |                                                                              | Red (Taylor’s Version)       |
| Stay Stay Stay (Taylor’s Version)                                         | 2021 | 67          | —           | —           | 57          | —           | —           | —           | —           | —           | 66          |                                                                              | Red (Taylor’s Version)       |
| The Last Time (Taylor’s Version) (Gary Lightbody közreműködésével)        | 2021 | 66          | —           | —           | 53          | —           | —           | —           | —           | —           | 61          |                                                                              | Red (Taylor’s Version)       |
| Holy Ground (Taylor’s Version)                                            | 2021 | 76          | —           | —           | 62          | —           | —           | —           | —           | —           | 77          |                                                                              | Red (Taylor’s Version)       |
| Sad Beautiful Tragic (Taylor’s Version)                                   | 2021 | 85          | —           | —           | 71          | —           | —           | —           | —           | —           | 94          |                                                                              | Red (Taylor’s Version)       |
| The Lucky One (Taylor’s Version)                                          | 2021 | 84          | —           | —           | 68          | —           | —           | —           | —           | —           | 93          |                                                                              | Red (Taylor’s Version)       |
| Everything Has Changed (Taylor’s Version) (Ed Sheeran közreműködésével)   | 2021 | 63          | —           | —           | 51          | —           | —           | —           | —           | —           | 59          |                                                                              | Red (Taylor’s Version)       |
| Starlight (Taylor’s Version)                                              | 2021 | 90          | —           | —           | 73          | —           | —           | —           | —           | —           | 102         |                                                                              | Red (Taylor’s Version)       |
| Begin Again (Taylor’s Version)                                            | 2021 | 77          | —           | —           | 61          | —           | —           | —           | —           | —           | 76          |                                                                              | Red (Taylor’s Version)       |
| The Moment I Knew (Taylor’s Version)                                      | 2021 | 83          | —           | —           | 67          | —           | —           | —           | —           | —           | 95          |                                                                              | Red (Taylor’s Version)       |
| Come Back... Be Here (Taylor’s Version)                                   | 2021 | 87          | —           | —           | 69          | —           | —           | —           | —           | —           | 97          |                                                                              | Red (Taylor’s Version)       |
| Girl at Home (Taylor’s Version)                                           | 2021 | —           | —           | —           | 76          | —           | —           | —           | —           | —           | 118         |                                                                              | Red (Taylor’s Version)       |
| Ronan (Taylor’s Version)                                                  | 2021 | —           | —           | —           | 88          | —           | —           | —           | —           | —           | 142         |                                                                              | Red (Taylor’s Version)       |
| Better Man                                                                | 2021 | 51          | —           | —           | 36          | —           | —           | —           | —           | —           | 46          |                                                                              | Red (Taylor’s Version)       |
| Nothing New (Phoebe Bridgers közreműködésével)                            | 2021 | 43          | 31          | —           | 22          | —           | 25          | —           | —           | —           | 33          |                                                                              | Red (Taylor’s Version)       |
| Babe                                                                      | 2021 | 69          | —           | —           | 56          | —           | —           | —           | —           | —           | 71          |                                                                              | Red (Taylor’s Version)       |
| Forever Winter                                                            | 2021 | 79          | 64          | —           | 64          | —           | —           | —           | —           | —           | 87          |                                                                              | Red (Taylor’s Version)       |
| Run (Ed Sheeran közreműködésével)                                         | 2021 | 47          | 19          | —           | 28          | —           | —           | —           | —           | —           | 24          |                                                                              | Red (Taylor’s Version)       |
| The Very First Night                                                      | 2021 | 61          | —           | —           | 55          | —           | —           | —           | —           | —           | 68          |                                                                              | Red (Taylor’s Version)       |
| Maroon                                                                    | 2022 | 3           | 4           | —           | 4           | 96          | —           | 5           | —           | —           | 4           | - ARIA: Platinalemez - BPI: Ezüstlemez - MC: Platinalemez                    | Midnights                    |
| Snow on the Beach (Lana Del Rey közreműködésével)                         | 2022 | 4           | 3           | 12          | 3           | 74          | 3           | 4           | 16          | 4           | 3           | - ARIA: Platinalemez - BPI: Ezüstlemez - MC: Platinalemez - RMNZ: Aranylemez | Midnights                    |
| You’re on Your Own, Kid                                                   | 2022 | 8           | 6           | —           | 6           | —           | 6           | 20          | —           | 65          | 7           | - ARIA: Platinalemez - BPI: Ezüstlemez - MC: Platinalemez                    | Midnights                    |
| Midnight Rain                                                             | 2022 | 5           | 5           | 52          | 5           | 92          | 44          | 5           | —           | —           | 5           | - ARIA: Platinalemez - BPI: Ezüstlemez - MC: Platinalemez                    | Midnights                    |
| Vigilante Shit                                                            | 2022 | 10          | 10          | —           | 9           | —           | —           | —           | —           | —           | 9           | - ARIA: Platinalemez - BPI: Ezüstlemez - MC: Aranylemez                      | Midnights                    |
| Labyrinth                                                                 | 2022 | 14          | 13          | —           | 14          | —           | —           | —           | —           | —           | 12          | - ARIA: Aranylemez - MC: Aranylemez                                          | Midnights                    |
| Sweet Nothing                                                             | 2022 | 15          | 14          | —           | 15          | —           | —           | —           | —           | —           | 14          | - ARIA: Aranylemez - MC: Aranylemez                                          | Midnights                    |
| Mastermind                                                                | 2022 | 13          | 12          | —           | 12          | —           | —           | —           | —           | —           | 13          | - ARIA: Aranylemez - BPI: Ezüstlemez - MC: Aranylemez                        | Midnights                    |
| The Great War                                                             | 2022 | 26          | —           | —           | 22          | —           | —           | —           | —           | —           | 24          |                                                                              | Midnights                    |
| Bigger Than the Whole Sky                                                 | 2022 | 21          | —           | —           | 20          | —           | —           | —           | —           | —           | 22          | - ARIA: Aranylemez                                                           | Midnights                    |
| Paris                                                                     | 2022 | 32          | —           | —           | 25          | —           | —           | —           | —           | —           | 30          | - ARIA: Aranylemez                                                           | Midnights                    |
| High Infidelity                                                           | 2022 | 33          | —           | —           | 28          | —           | —           | —           | —           | —           | 31          |                                                                              | Midnights                    |
| Glitch                                                                    | 2022 | 41          | —           | —           | 32          | —           | —           | —           | —           | —           | 35          |                                                                              | Midnights                    |
| Would’ve, Could’ve, Should’ve                                             | 2022 | 20          | —           | —           | 18          | —           | —           | —           | —           | —           | 21          | - ARIA: Aranylemez                                                           | Midnights                    |
| Dear Reader                                                               | 2022 | 45          | —           | —           | 35          | —           | —           | —           | —           | —           | 37          |                                                                              | Midnights                    |
| Hits Different                                                            | 2023 | 27          | 16          | —           | 19          | —           | 13          | 14          | —           | 18          | 18          |                                                                              | Midnights                    |
| Mine (Taylor’s Version)                                                   | 2023 | 15          | 10          | —           | 15          | —           | 9           | 11          | —           | —           | 13          |                                                                              | Speak Now (Taylor’s Version) |
| Sparks Fly (Taylor’s Version)                                             | 2023 | 22          | 17          | —           | 25          | —           | —           | 20          | —           | —           | 20          |                                                                              | Speak Now (Taylor’s Version) |
| Back to December (Taylor’s Version)                                       | 2023 | 16          | 11          | —           | 17          | —           | —           | 10          | —           | —           | 10          |                                                                              | Speak Now (Taylor’s Version) |
| Speak Now (Taylor’s Version)                                              | 2023 | 33          | 22          | —           | 31          | —           | —           | 26          | —           | —           | 24          |                                                                              | Speak Now (Taylor’s Version) |
| Dear John (Taylor’s Version)                                              | 2023 | 26          | 26          | —           | 35          | —           | —           | 27          | —           | —           | 28          |                                                                              | Speak Now (Taylor’s Version) |
| Mean (Taylor’s Version)                                                   | 2023 | 39          | 30          | —           | 41          | —           | —           | 28          | —           | —           | 33          |                                                                              | Speak Now (Taylor’s Version) |
| The Story of Us (Taylor’s Version)                                        | 2023 | 42          | 32          | —           | 44          | —           | —           | 32          | —           | —           | 31          |                                                                              | Speak Now (Taylor’s Version) |
| Never Grow Up (Taylor’s Version)                                          | 2023 | 58          | 59          | —           | 59          | —           | —           | —           | —           | —           | 71          |                                                                              | Speak Now (Taylor’s Version) |
| Enchanted (Taylor’s Version)                                              | 2023 | 19          | 7           | —           | 18          | —           | 8           | 15          | —           | 15          | 11          |                                                                              | Speak Now (Taylor’s Version) |
| Better than Revenge (Taylor’s Version)                                    | 2023 | 28          | 14          | —           | 29          | —           | —           | 22          | —           | —           | 25          |                                                                              | Speak Now (Taylor’s Version) |
| Innocent (Taylor’s Version)                                               | 2023 | 63          | 75          | —           | 63          | —           | —           | —           | —           | —           | 79          |                                                                              | Speak Now (Taylor’s Version) |
| Haunted (Taylor’s Version)                                                | 2023 | 50          | 48          | —           | 55          | —           | —           | 40          | —           | —           | 53          |                                                                              | Speak Now (Taylor’s Version) |
| Last Kiss (Taylor’s Version)                                              | 2023 | 57          | 60          | —           | 60          | —           | —           | —           | —           | —           | 65          |                                                                              | Speak Now (Taylor’s Version) |
| Long Live (Taylor’s Version)                                              | 2023 | 53          | 53          | —           | 58          | —           | —           | —           | —           | —           | 55          |                                                                              | Speak Now (Taylor’s Version) |
| Ours (Taylor’s Version)                                                   | 2023 | 68          | 85          | —           | 65          | —           | —           | —           | —           | —           | 91          |                                                                              | Speak Now (Taylor’s Version) |
| Superman (Taylor’s Version)                                               | 2023 | 74          | —           | —           | 76          | —           | —           | —           | —           | —           | 122         |                                                                              | Speak Now (Taylor’s Version) |
| Electric Touch (a Fall Out Boy közreműködésével)                          | 2023 | 35          | 38          | —           | 46          | —           | —           | 35          | —           | —           | 37          |                                                                              | Speak Now (Taylor’s Version) |
| When Emma Falls in Love                                                   | 2023 | 34          | 43          | —           | 40          | —           | —           | 37          | —           | —           | 36          |                                                                              | Speak Now (Taylor’s Version) |
| I Can See You                                                             | 2023 | 5           | 5           | 58          | 8           | 90          | 4           | 4           | —           | 6           | 4           |                                                                              | Speak Now (Taylor’s Version) |
| Castles Crumbling (Hayley Williams közreműködésével)                      | 2023 | 31          | 33          | —           | 42          | —           | —           | 30          | —           | —           | 30          |                                                                              | Speak Now (Taylor’s Version) |
| Foolish One                                                               | 2023 | 40          | 50          | —           | 50          | —           | —           | 39          | —           | —           | 49          |                                                                              | Speak Now (Taylor’s Version) |
| Timeless                                                                  | 2023 | 48          | 56          | —           | 53          | —           | —           | —           | —           | —           | 60          |                                                                              | Speak Now (Taylor’s Version) |
| Welcome to New York (Taylor’s Version)                                    | 2023 | 14          | 11          | —           | 15          | —           | —           | 14          | —           | —           | 16          |                                                                              | 1989 (Taylor’s Version)      |
| Blank Space (Taylor’s Version)                                            | 2023 | 12          | 9           | —           | 11          | —           | —           | 12          | —           | —           | 9           | - BPI: Ezüstlemez                                                            | 1989 (Taylor’s Version)      |
| Style (Taylor’s Version)                                                  | 2023 | 9           | 7           | —           | 8           | —           | —           | 8           | —           | —           | 5           |                                                                              | 1989 (Taylor’s Version)      |
| Out of the Woods (Taylor’s Version)                                       | 2023 | 16          | 12          | —           | 14          | —           | —           | 16          | —           | —           | 15          |                                                                              | 1989 (Taylor’s Version)      |
| All You Had to Do Was Stay (Taylor’s Version)                             | 2023 | 20          | —           | —           | 23          | —           | —           | 22          | —           | —           | 20          |                                                                              | 1989 (Taylor’s Version)      |
| Shake It Off (Taylor’s Version)                                           | 2023 | 28          | 18          | —           | 24          | —           | —           | 27          | —           | —           | 21          |                                                                              | 1989 (Taylor’s Version)      |
| I Wish You Would (Taylor’s Version)                                       | 2023 | 31          | —           | —           | 32          | —           | —           | 30          | —           | —           | 26          |                                                                              | 1989 (Taylor’s Version)      |
| Bad Blood (Taylor’s Version) (szóló vagy Kendrick Lamar közreműködésével) | 2023 | 7           | 52          | —           | 7           | —           | —           | 10          | —           | —           | 6           |                                                                              | 1989 (Taylor’s Version)      |
| How You Get the Girl (Taylor’s Version)                                   | 2023 | 40          | —           | —           | 34          | —           | —           | 31          | —           | —           | 29          |                                                                              | 1989 (Taylor’s Version)      |
| I Know Places (Taylor’s Version)                                          | 2023 | 36          | —           | —           | 35          | —           | —           | 32          | —           | —           | 30          |                                                                              | 1989 (Taylor’s Version)      |
| Clean (Taylor’s Version)                                                  | 2023 | 30          | —           | —           | 28          | —           | —           | 28          | —           | —           | 25          |                                                                              | 1989 (Taylor’s Version)      |
| Wonderland (Taylor’s Version)                                             | 2023 | 39          | 22          | —           | 37          | —           | —           | 36          | —           | —           | 32          |                                                                              | 1989 (Taylor’s Version)      |
| You Are in Love (Taylor’s Version)                                        | 2023 | 43          | —           | —           | 42          | —           | —           | 38          | —           | —           | 38          |                                                                              | 1989 (Taylor’s Version)      |
| New Romantics (Taylor’s Version)                                          | 2023 | 29          | —           | —           | 27          | —           | —           | 26          | —           | —           | 24          |                                                                              | 1989 (Taylor’s Version)      |
| Say Don’t Go                                                              | 2023 | 5           | 3           | —           | 5           | —           | —           | 3           | —           | —           | 4           |                                                                              | 1989 (Taylor’s Version)      |
| Now That We Don’t Talk                                                    | 2023 | 2           | 2           | —           | 2           | —           | 4           | 2           | —           | 2           | 2           |                                                                              | 1989 (Taylor’s Version)      |
| Suburban Legends                                                          | 2023 | 10          | 8           | —           | 10          | —           | —           | 9           | —           | —           | 14          |                                                                              | 1989 (Taylor’s Version)      |
| —: nem szerepelt slágerlistán az adott területen.                         |      |             |             |             |             |             |             |             |             |             |             |                                                                              |                              |

## Lábjegyzetek
1. 1 2 3 4 5 6 7 8  Amerikai eladási adatok 2024. januárig.[44]
2. 1 2  Amerikai eladási adatok 2024. januárig.[49]
3. ↑  2017. decemberi adatok a Fearless teljesítményéről.[50]
4. ↑  Eladási adatok a Red albumhoz az Egyesült Királyságban 2021. júniusig[62]
5. 1 2  2020. januári kanadai adatok.[85]
6. ↑  Brit eladási adatok 2023 júliusáig[70]
7. ↑  2021. januári kanadai adatok[92]
8. 1 2 3 4  Amerikai eladási adatok 2022. októberig.[98]
9. ↑  Csak digitális alapú eladási adatok 2020-ból[92] és 2021-ből, összesítve[99]
10. ↑  Brit eladási adatok 2023. júliusi információ szerint.[70]
11. ↑  A The Tortured Poets Department amerikai eladási adatai 2024. júliusi adatok szerint.[110]
12. ↑  A The Tortured Poets Department kanadai eladási adatai 2024. júliusi adatok szerint.[111]
13. ↑  A The Tortured Poets Department brit eladási adatai 2024. júliusi adatok szerint.[112]
14. 1 2  Amerikai eladási adatok 2023. júliusából[119]
15. 1 2  Kanadai eladási adatok 2022 januárjából[99]
16. ↑  A Speak Now (Taylor’s Version) amerikai eladási adatai 2024. januárig.[126]
17. ↑  Speak Now World Tour – Live nem szerepelt a UK Albums Chart slágerlistán, de első volt a UK Music Videos Charton.[133]
18. ↑  Első heti eladási adatok[136]
19. ↑  A The Last Time nem szerepelt a Billboard Hot 100-on, de 3. lett a Bubbling Under Hot 100 listán.[222]
20. ↑  Az End Game nem szerepelt a NZ Top 40 Singles Charton, de 2. lett az NZ Heatseeker Singles slágerlistán.[254]
21. ↑  A Getaway Car nem szerepelt az NZ Top 40 Singles Charton, de 9. lett NZ Hot Singles slágerlistán.[261]
22. ↑  A Christmas Tree Farm nem szerepelt a NZ Top 40 Singles Charton, de 9. lett az NZ Hot Singles slágerlistán.[272]
23. 1 2 3 4 5 6 7 8 9 10 11 12 13 14 15 16 17 18 19 20 21 22 23 24  (Taylor’s Version) (from the Vault) jelölésekkel feltüntetve.[284][285]
24. ↑  A Message in a Bottle nem szerepelt az NZ Top 40 Singles Charton, de 12. lett az NZ Hot Singles slágerlistán.[286]
25. ↑  A Babe nem szerepelt az NZ Top 40 Singles Charton, de 10. lett az NZ Heatseeker Singles slágerlistán.[311]
26. ↑  A dal a Women in Music Pt. III (Expanded Edition) albumon szerepelt
27. ↑  A Gasoline nem szerepelt az NZ Top 40 Singles Charton, de 23. lett az NZ Hot Singles slágerlistán.[313]
28. ↑  A Renegade nem szerepelt az NZ Top 40 Singles Charton, de 3. lett az NZ Hot Singles slágerlistán.[314]
29. ↑  A The Alcott nem szerepelt az NZ Top 40 Singles Charton, de ötödik lett az NZ Hot Singles slágerlistán.[315]
30. ↑  A Change később helyet kapott a Fearless albumon is.[318]
31. ↑  Az American Girl nem szerepelt a Billboard Hot 100-on, de 15. lett a Bubbling Under Hot 100 slágerlistán.[222]
32. ↑  A Beautiful Ghosts nem szerepelt az NZ Top 40 Singles Charton, de 36. lett az NZ Hot Singles slágerlistán.[327]
33. ↑  Az Only the Young nem szerepelt az NZ Top 40 Singles Charton, de 2. lett az NZ Hot Singles slágerlistán.[328]
34. ↑  A You All Over Me nem szerepelt az NZ Top 40 Singles Charton, de 3. lett az NZ Hot Singles slágerlistán.[332]
35. ↑  A The Lakes nem szerepelt a Billboard Hot 100-on, de 18. lett a Bubbling Under Hot 100 slágerlistán.[222]
36. ↑  A The Lakes nem szerepelt az NZ Top 40 Singles Charton, de 13. lett az NZ Hot Singles slágerlistán.[334]
37. ↑  Egyesítve az All Too Well (10 Minute Version) teljesítményével.
38. ↑  A Carolina nem szerepelt az NZ Top 40 Singles Charton, de 5. lett az NZ Hot Singles slágerlistán.[341]
39. ↑  Az If This Was a Movie (Taylor’s Version) nem szerepelt a Billboard Hot 100-on, de 2. lett a Bubbling Under Hot 100 slágerlistán.[222]
40. ↑  Az If This Was a Movie (Taylor’s Version) nem szerepelt az NZ Top 40 Singles Charton, de 12. lett az NZ Hot Singles slágerlistán.[345]
41. ↑  Az If This Was a Movie (Taylor’s Version) nem szerepelt a  brit kislemezlistán, de 13. lett a brit letöltési listán.[346]
42. ↑  Az Eyes Open (Taylor’s Version) nem szerepelt a Billboard Hot 100-on, de 9. lett a Bubbling Under Hot 100 slágerlistán.[222]
43. ↑  Az Eyes Open (Taylor’s Version) nem szerepelt az NZ Top 40 Singles Charton, de 15. lett az NZ Hot Singles slágerlistán.[345]
44. ↑  Az Eyes Open (Taylor’s Version) nem szerepelt a  brit kislemezlistán, de 18. lett a brit letöltési listán.[346]
45. ↑  A Safe & Sound (Taylor’s Version) nem szerepelt a Billboard Hot 100-on, de 4. lett a Bubbling Under Hot 100 slágerlistán.[222]
46. ↑  A Safe & Sound (Taylor’s Version) nem szerepelt az NZ Top 40 Singles Charton, de 14. lett az NZ Hot Singles slágerlistán.[345]
47. ↑  A Safe & Sound (Taylor’s Version) nem szerepelt a  brit kislemezlistán, de 16. lett a brit letöltési listán.[346]
48. ↑  A Pop 100 lista 2009-ben megszűnt.
49. ↑  Az I’m Only Me When I’m with You nem szerepelt a Billboard Hot 100-on, de 15. lett a Bubbling Under Hot 100 slágerlistán.[222]
50. ↑  Az Invisible nem szerepelt a Billboard Hot 100-on, de 3. lett a Bubbling Under Hot 100 slágerlistán.[222]
51. ↑  Az Umbrella nem szerepelt a Billboard Hot 100-on, de 4. lett a Bubbling Under Hot 100 slágerlistán.[222]
52. ↑  A Tell Me Why nem szerepelt a Billboard Hot 100-on, de első lett a Bubbling Under Hot 100 slágerlistán.[222]
53. ↑  A The Best Day nem szerepelt a Billboard Hot 100-on, de 3. lett a Bubbling Under Hot 100 slágerlistán.[222]
54. ↑  A Drops of Jupiter (Live) nem szerepelt a Billboard Hot 100-on, de 7. lett Bubbling Under Hot 100 slágerlistán.[222]
55. ↑  A Treacherous nem szerepelt a Billboard Hot 100-on, de 2. lett Bubbling Under Hot 100 slágerlistán.[222]
56. ↑  A Holy Ground nem szerepelt a Billboard Hot 100-on, de 12. lett Bubbling Under Hot 100 slágerlistán.[222]
57. ↑  A Sad Beautiful Tragic nem szerepelt a Billboard Hot 100-on, de 18. lett Bubbling Under Hot 100 slágerlistán.[222]
58. ↑  A The Lucky One nem szerepelt a Billboard Hot 100-on, de 13. lett Bubbling Under Hot 100 slágerlistán.[222]
59. ↑  A Starlight nem szerepelt a Billboard Hot 100-on, de 5. lett Bubbling Under Hot 100 slágerlistán.[222]
60. ↑  Az All You Had to Do Was Stay nem szerepelt a Billboard Hot 100-on, de 14. lett Bubbling Under Hot 100 slágerlistán.[222]
61. ↑  A How You Get the Girl nem szerepelt a Billboard Hot 100-on, de 4. lett Bubbling Under Hot 100 slágerlistán.[222]
62. ↑  A This Love nem szerepelt a Billboard Hot 100-on, de 19. lett Bubbling Under Hot 100 slágerlistán.[222]
63. ↑  Az I Did Something Bad nem szerepelt a Billboard Hot 100-on, de 14. lett Bubbling Under Hot 100 slágerlistán.[222]
64. ↑  Az I Did Something Bad nem szerepelt az NZ Top 40 Singles Charton, de 5. lett az NZ Hot Singles slágerlistán.[254]
65. ↑  Az I Forgot That You Existed nem szerepelt az NZ Top 40 Singles Charton, de 3. lett az NZ Hot Singles slágerlistán.[374]
66. ↑  A Paper Rings nem szerepelt az NZ Top 40 Singles Charton, de 4. lett az NZ Hot Singles slágerlistán.[374]
67. ↑  A Right Where You Left Me nem szerepelt a Billboard Hot 100-on, de 12. lett a Bubbling Under Hot 100 slágerlistán.[222]
68. ↑  A Right Where You Left Me nem szerepelt az NZ Top 40 Singles Charton, de 15. lett az NZ Hot Singles slágerlistán.[395]
69. ↑  Az It’s Time to Go nem szerepelt a Billboard Hot 100-on, de 4. lett a Bubbling Under Hot 100 slágerlistán.[222]
70. ↑  Az It’s Time to Go nem szerepelt az NZ Top 40 Singles Charton, de 13. lett az NZ Hot Singles slágerlistán.[395]
71. ↑  A Fearless (Taylor’s Version) nem szerepelt az NZ Top 40 Singles Charton, de 4. lett az NZ Hot Singles slágerlistán.[396]
72. ↑  A Fifteen (Taylor’s Version) nem szerepelt az NZ Top 40 Singles Charton, de 7. lett az NZ Hot Singles slágerlistán.[396]
73. ↑  A Hey Stephen (Taylor’s Version) nem szerepelt a Billboard Hot 100-on, de első lett a Bubbling Under Hot 100 slágerlistán.[222]
74. ↑  A White Horse (Taylor’s Version) nem szerepelt a Billboard Hot 100-on, de 2. lett a Bubbling Under Hot 100 slágerlistán.[222]
75. ↑  A You Belong with Me (Taylor’s Version) nem szerepelt az NZ Top 40 Singles Charton, de 5. lett az NZ Hot Singles slágerlistán.[396]
76. ↑  A Breathe (Taylor’s Version) nem szerepelt a Billboard Hot 100-on, de 8. lett a Bubbling Under Hot 100 slágerlistán.[222]
77. ↑  A Tell Me Why (Taylor’s Version) nem szerepelt a Billboard Hot 100-on, de 13. lett a Bubbling Under Hot 100 slágerlistán.[222]
78. ↑  A You’re Not Sorry (Taylor’s Version) nem szerepelt a Billboard Hot 100-on, de 11. lett a Bubbling Under Hot 100 slágerlistán.[222]
79. ↑  A The Best Day (Taylor’s Version) nem szerepelt a Billboard Hot 100-on, de 19. lett a Bubbling Under Hot 100 slágerlistán.[222]
80. ↑  A We Were Happy nem szerepelt a Billboard Hot 100-on, de 15. lett a Bubbling Under Hot 100 slágerlistán.[222]
81. ↑  A That’s When nem szerepelt a Billboard Hot 100-on, de 3. lett a Bubbling Under Hot 100 slágerlistán.[222]
82. ↑  A Don’t You nem szerepelt a Billboard Hot 100-on, de 14. lett a Bubbling Under Hot 100 slágerlistán.[222]
83. ↑  A Girl at Home (Taylor’s Version) nem szerepelt a Billboard Hot 100-on, de első lett a Bubbling Under Hot 100 slágerlistán.[222]
84. ↑  A Ronan (Taylor’s Version) nem szerepelt a Billboard Hot 100-on, de 9. lett a Bubbling Under Hot 100 slágerlistán.[222]

## Külső hivatkozások
- Hivatalos weboldal
- Taylor Swift az AllMusicon